# 아시아 통화 기금
아시아 통화 기금(アジア通貨基金, Asian Monetary Fund, AMF)은 일본 정부가 아시아 금융 위기 당시인 1997년 9월 20일부터 25일까지 홍콩에서 개최된 G7과 국제 통화 기금의 회담에서 제안한 구상이다. 이 제안은 금융 위기의 극복을 위해 아시아 국가들이 지역 협력 기구를 설립하자는 구상이었다.

## 개요
아시아 금융 위기 당시 아시아의 지도자들은 국제 통화 기금과 동남아시아 국가 연합 등 국제 기구와 협상을 하는 데에 큰 어려움을 겪었다. 대한민국, 인도네시아, 태국 등의 나라들은 국제 통화 기금으로부터 구제 금융을 받아야만 했다. 하지만 국제 통화 기금에서 제시한 까다로운 조건들은 아시아 국가들의 불만을 낳았다. 아시아 국가들은 국제 통화 기금이 국제 기구임에도 아시아 국가들의 요구를 들어주지 않는 것에 불만을 가졌다. 미국 달러에 대한 금융 변동성 또한 아시아 국가들에게는 걱정이었다. 특히 1990년대 인도네시아와 태국 등에서는 미국 달러에 고정된 고정 환율제를 채택하고 있었기 때문에 어려움이 더 컸다.
아시아 각국은 공동기금을 출연해 아시아에서의 금융 위기 발생 시 신속히 대응하고자 아시아 통화 기금의 창설을 모색했다. 일본이 300억 미국 달러를, 나머지 아시아 국가들이 700억 미국 달러를 공동 출연해 1,000억 미국 달러의 기금을 마련하였다. 아시아 역내 금융의 도미노 붕괴 현상을 차단하고 헤지 펀드 등 단기 투기성 자본의 폐해를 막아보려는 것이 그 취지였다.
아시아 통화 기금을 설립하려는 구상에 참여하지 않은 미국 재무부는 이 구상을 지지하지 않았고, 이는 일본 정부와 미국 정부 간 깊은 갈등을 낳았다. 미국이 반대하고 중국이 참여를 꺼리면서, 아시아 통화 기금은 설립되지 못했다.

## 같이 보기
- 아시아 개발 은행
- 아시아 인프라 투자 은행
- 유로 안정화 기구